# در قلمرو وجدان
کتاب قلمرو وجدان اثر عبدالحسین زرین‌کوب می‌باشد. این کتاب سیری در عقاید، ادیان و اساطیر می‌باشد.